# 宮崎英高
宮崎 英高（みやざき ひでたか、1974年9月19日 - ）は、日本のゲームクリエイター。フロム・ソフトウェア代表取締役社長。KADOKAWAグループゲーム事業担当執行役員。代表作は「ソウルシリーズ」や『SEKIRO: SHADOWS DIE TWICE』など。

## 経歴
静岡県静岡市出身。慶應義塾大学文学部卒業後、日本オラクルに就職。2004年、株式会社フロム・ソフトウェアにプランナーとして入社。アーマード・コアシリーズのプランナー、ディレクターを務めた後、2009年にディレクターを務めた『Demon's Souls』は新規タイトルにもかかわらず全世界で128万本以上（国内30万本）のスマッシュヒットとなり、海外でも多くの賞を受賞するなど高い評価を受けた。『DARK SOULS』ではディレクターとプロデューサーを兼任していたが、『DARK SOULS II』では、スーパーバイザーに移行した。その後、フロム・ソフトウェアの執行役員、製作第一部長を経て、2014年5月より、代表取締役社長に就任している。社長就任後もSCEの『Bloodborne』を手がけるなど、ディレクターとしての活動も続けている。

## 人物
- WEBラジオのインタビューで、自分を一言でとの質問に『ペンタゴン。いつか僕らもクロノスチェンジ』、座右の銘は『ナナハンで首都高』(臭作の名言)と回答[4]するなど独特の感性を有している。

## 作品
- アーマード・コア ラストレイヴン（2005年8月4日、フロム・ソフトウェア、PS2、PSP）、プランナー
- アーマード・コア4（2006年12月21日（PS3）、2007年3月22日（Xbox 360）、フロム・ソフトウェア、PS3、Xbox 360）、ディレクター（開発途中から）
- アーマード・コア フォーアンサー（2008年3月9日、フロム・ソフトウェア、PS3、Xbox 360）、ディレクター
- Demon's Souls（2009年2月5日、ソニー・コンピュータエンタテインメント、PS3）、ディレクター
- DARK SOULS（2011年9月22日、フロム・ソフトウェア、PS3、Xbox 360、Windows）、プロデューサー兼ディレクター
- DARK SOULS II（2014年3月13日、フロム・ソフトウェア、PS3、Xbox 360、PS4、Xbox One、Windows）、スーパーバイザー
- Bloodborne（2015年3月24日、ソニー・コンピュータエンタテインメント、PS4）、ディレクター
- DARK SOULS III（2016年3月24日、フロム・ソフトウェア、PS4、Xbox One、Windows）、ディレクター
- Déraciné（2018年11月8日、ソニー・インタラクティブエンタテインメント、PS VR）、ディレクター
- SEKIRO: SHADOWS DIE TWICE（2019年3月22日、アクティビジョン、PS4、Xbox One、Windows）、ディレクター
- ELDEN RING（2022年2月25日、フロム・ソフトウェア、PS4、PS5、Xbox Series X/S、Xbox One、Windows）、ディレクター

## 主な受賞歴

### 個人賞
- 2018年：Golden Joystick Awards 2018 - Lifetime Achievement Award（生涯功労賞）[5]
- 2019年：Brasil Game Show 2019 - Lifetime Achievement Award（生涯功労賞）[6]
- 2022年：CEDEC AWARDS 2022 - 特別賞[7]
- 2022年：日本ゲーム大賞 2022 - 経済産業大臣賞[8]
- 2023年：第58回 ネビュラ賞 - ゲームライティング部門 最優秀賞（『ELDEN RING』）[9]

### その他の記録・名誉
- 2023年：アメリカ雑誌『TIME』誌にて、「世界で最も影響力のある100人のリスト」（タイム100）に「Innovators」カテゴリーで選出される[10][11][12]。